# NGC 4494
NGC 4494 је елиптична галаксија у сазвежђу Береникина коса која се налази на NGC листи објеката дубоког неба.
Деклинација објекта је + 25° 46' 31" а ректасцензија 12h 31m 24,1s. Привидна величина (магнитуда) објекта NGC 4494 износи 9,7 а фотографска магнитуда 10,7. Налази се на удаљености од 12,669 милиона парсека од Сунца. NGC 4494 је још познат и под ознакама UGC 7662, MCG 4-30-2, CGCG 129-5, PGC 41441.